# Emily (2022)
Emily is een Brits-Amerikaanse biografische dramafilm uit 2022, geschreven en geregisseerd door Frances O'Connor in haar regiedebuut. De film toont het korte leven van de Engelse schrijfster Emily Brontë, gespeeld door Emma Mackey. Fionn Whitehead, Oliver Jackson-Cohen, Alexandra Dowling, Amelia Gething, Adrian Dunbar en Gemma Jones verschijnen ook in bijrollen.

## Verhaal
Het verhaal beschrijft het korte leven van de Britse schrijfster Emily Brontë voordat ze Wuthering Heights schreef.

## Rolverdeling
| Acteur               | Personage         |
| -------------------- | ----------------- |
| Emma Mackey          | Emily Brontë      |
| Fionn Whitehead      | Branwell Brontë   |
| Oliver Jackson-Cohen | William Weightman |
| Alexandra Dowling    | Charlotte Brontë  |
| Amelia Gething       | Anne Brontë       |
| Adrian Dunbar        | Patrick Brontë    |
| Gemma Jones          | Aunt Branwell     |

## Productie
De film werd aangekondigd in mei 2020 met Emma Mackey in de titulaire rol, met Joe Alwyn, Fionn Whitehead en Emily Beecham als verschillende mensen in Emily's leven. Frances O'Connor zal de film schrijven en regisseren.
Alwyn en Beechman verlieten de cast voordat de opnames in april 2021 in Yorkshire begonnen. Oliver Jackson-Cohen, Alexandra Dowling, Amelia Gething, Gemma Jones en Adrian Dunbar voegden zich bij de cast.
De opnames begonnen op 16 april 2021 en eindigden op 26 mei 2021.

## Release
De film ging in première op 9 september 2022 op het Internationaal filmfestival van Toronto. De film verscheen op 4 oktober 2022 in Londen en werd op 14 oktober 2022 uitgebracht in het Verenigd Koninkrijk.

## Ontvangst
Op Rotten Tomatoes heeft Emily een waarde van 86% en een gemiddelde score van 7,3/10, gebaseerd op 29 recensies. Op Metacritic heeft de film een gemiddelde score van 77/100, gebaseerd op 13 recensies.

## Prijzen en nominaties
| Jaar | Prijs                                     | Categorie                                      | Genomineerde(n)                                                 | Uitslag     |
| ---- | ----------------------------------------- | ---------------------------------------------- | --------------------------------------------------------------- | ----------- |
| 2022 | Dinard Festival du film britannique       | Beste film (Hitchcock d'or)                    | Piers Tempest, David Barron, Robert Connolly & Robert Patterson | Gewonnen    |
| 2022 | Dinard Festival du film britannique       | Beste film (Publieksprijs)                     | Piers Tempest, David Barron, Robert Connolly & Robert Patterson | Gewonnen    |
| 2022 | Filmfestival van Sitges                   | Beste film (Officiële fantastische competitie) | Frances O'Connor                                                | Genomineerd |
| 2022 | Internationaal filmfestival van Stockholm | Beste film (Bronzen paard)                     | Frances O'Connor                                                | Genomineerd |
| 2022 | Internationaal filmfestival van Toronto   | Platformprijs                                  | Frances O'Connor                                                | Genomineerd |